# Brug 1311
Brug 1311 is een bouwkundig kunstwerk in Amsterdam-Zuidoost.
De vaste brug in de vorm van een viaduct is gelegen over het Meibergpad, een kilometers lang voet- en fietspad dat Zuidoost van oost naar west doorsnijdt. Vanwege de scheiding tussen verkeersstromen (gemotoriseerd en niet) werd gekozen voor een ongelijkvloerse kruising met de Langbroekdreef (verkeersweg). 
De burg werd in 1978 ontworpen door Dirk Sterenberg voor de Dienst der Publieke Werken. Ook hier paste Sterenberg een ontwerp toe voor meerdere bruggen; bruggen met een dergelijk uiterlijk zijn ook elders in de stad te vinden (kanteelvormige balustraden), bijvoorbeeld de Meibergdreefbruggen. Extra was hier dat er ook een ruiterpad overspannen moest worden. De overspanning werd circa 20 meter lang en 14 meter breed; de constructie is nagenoeg geheel van beton.
<<< · 1301 · 1302 · 1303 · 1304 · 1305 · 1306 · 1307 · 1308 · 1309 · 1311 · 1312 · 1313 · 1314 · 1315 · 1316 · 1317 · 1319 · 1320 · 1321 · 1322 · 1323 · 1324 · 1325 · 1326 · 1327 · 1328 · 1329 · 1330 · 1331 · 1332 · 1333 · 1334 · 1335 · 1336 · 1337 · 1338 · 1339 · 1340 · 1342 · 1343 · 1344 · 1345 · 1346 · 1347 · 1348 · 1349 · 1350 · 1351 · 1352 · 1353 · 1354 · 1355 · 1356 · 1357 · 1358 · 1359 · 1360 · 1361 · 1362 · 1363 · 1364 · 1365 · 1366 · 1367 · 1368 · 1373 · 1375 · 1376 · 1377 · 1378 · 1379 · 1380 · 1381 · 1382 · 1383 · 1384 · 1385 · 1386 · 1387 · 1388 · 1389 · 1390 · 1391 · 1392 · 1396 · 1397 · 1398 · 1399 · >>>
Brugnummers 1300, 1318, 1341, 1369-1372, 1374, 1393, 1394, 1395 zijn niet vergeven. 1310 is gesloopt; brug 1318 is nooit gebouwd in verband met niet aanleggen Veenendaaldreef.